# 김석흥
김석흥(金錫興, 1959년 1월 23일 ~ )은 한국기원의 前 바둑 기사이다. 

## 약력
1994년에 입단하였고, 2008년 4단을 거쳐 2013년 은퇴하였다. 

## 본선
- 1994년 : 입단
- 1996년 : 2단 승단
- 2003년 : 3단 승단
- 2007년 : 지지옥션배 본선 진출
- 2008년 : 4단 승단
- 2012년:  1기 더 리버사이드, 제3기 대주배 본선
- 2013년 : 12월 23일 은퇴